# Бразильско-палестинские отношения
Палестино-бразильские отношения — международные двусторонние отношения между Государством Палестина и Федеративной Республикой Бразилия. Бразилия официально признала независимость Палестины 5 декабря 2010 года. Однако, Бразилия ещё не установила полноценные отношения со страной. Представительство Бразилии в Рамалле не было преобразовано в дипломатическое представительство.

## Палестинская государственность
Бразилия твёрдо подчёркивает свою поддержку Палестинского государства в границах 1967 года со столицей в Иерусалиме. Бразильское правительство также выступало за окончание морской блокады сектора Газа.
5 декабря 2010 года Бразилия официально признала независимость Государства Палестины в границах 1967 года, включая такие территории, как Западный берег реки Иордан, сектор Газа и Восточный Иерусалим. Этот шаг запустил цепную реакцию: следуя примеру Бразилии, её южноамериканские соседи также признали независимость Государства Палестины.
В своем обращении к Генеральной Ассамблее ООН президент Бразилии Дилма Русеф вновь заявила о твёрдой поддержке Палестины: «Мы считаем, что пришло время для того, чтобы Палестина была полностью представлена в этом форуме в качестве полноправного члена.». Бразилия проголосовала за приём Палестины в полноправные члены ЮНЕСКО и объявила, что поддержит заявку Палестины на полноправное членство в Совете Безопасности, когда там пройдёт аналогичное голосование.
Однако Бразилия не установила полноправные дипломатические связи с палестинцами. Представительство Бразилии в Рамалле не было преобразовано в дипломатическое представительство. В настоящее время такие учреждения выполняют недипломатические функции, такие как продвижение торговых интересов.
Победивший на президентских выборах 2018 года Жаир Болсонару отстаивает свои про-израильские позиции, а также заявляет закрыть палестинское посольство, поскольку «Палестина это не страна».